# Taoapa
Taoapa, jedna od bandi Mdewakanton Indijanaca koji su nekada živjeli duž rijeke Minnesota u današnjem okrugu Scott u Minnesoti, a lovili su između Minnesote i Mississippija. 
Njihovo selo nazivalo se Shakopee's Village ili Little Six's Village nosilo je ime po poglavici, a nalazilo se 1835. na lijevoj obali rijeke, a groblje na suprotnoj obali.
Povijesni nazivi za njih su i Shakopee, Sha-ka-pee's Band, Little Six, The Six, Shokpay, Shokpedan, Xa-kpe-dan.